# Fitchburg Railroad

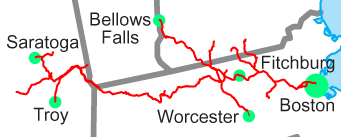
Streckennetz der FR

Die Fitchburg Railroad (FR) ist eine ehemalige Eisenbahngesellschaft in Massachusetts, New Hampshire, New York und Vermont (Vereinigte Staaten). Sie baute und betrieb eine Hauptstrecke von Boston nach Troy sowie einige Zweigstrecken und bestand als eigenständige Gesellschaft von 1842 bis 1919.

## Geschichte

### Bau des Netzes
Die Industriestadt Fitchburg war bis 1840 noch ohne Eisenbahnanschluss geblieben. Um dies zu ändern, gründete man am 3. März 1842 die Fitchburg Railroad. Sie erwarb im Mai 1843 Land direkt neben und in Verlängerung der Charlestown Branch Railroad (CBR). Diese kurze Strecke zweigte seit 1840 von der Boston and Lowell Railroad ab und führte bis Charlestown, einem Vorort von Boston. Am 20. Mai 1843 begann der Bau der Strecke zunächst in Verlängerung der CBR. Die Eröffnung zwischen Charlestown und Waltham erfolgte am 20. Dezember desselben Jahres. Bis zum 1. Mai 1844 führte die CBR den Betrieb.
Der Weiterbau ging zügig vonstatten. Am 17. Juni 1844 erreichte die Bahn Concord, am 1. Oktober Acton, am 30. Dezember 1844 Shirley und am 5. März 1845 schließlich Fitchburg. Währenddessen baute die Bahngesellschaft auch das geplante Gleis parallel zur CBR und eröffnete es im August 1844. Da die CBR allein nicht mehr wirtschaftlich betrieben werden konnte, leaste die FR diese kleine Bahn am 1. September 1845 und erwarb sie schließlich am 31. Januar 1846.
Am 16. April 1846 wurde die Lancaster and Sterling Railroad gegründet, fusionierte jedoch kurz darauf mit der FR, die die Zweigstrecke von South Acton nach Hudson 1850 eröffnete.
1848 verlängerte die FR ihre Strecke vom bisherigen Endpunkt in Boston-Charlestown westlich der Warren Bridge über eine neue Brücke über den Charles River bis zu einem neuen Endbahnhof an der Causeway Street. Insgesamt hatte die normalspurige Strecke eine Länge von 80 Kilometern.

### Weitere Entwicklung
Von der Eröffnung der Lexington and West Cambridge Railroad 1846 bis zur Übernahme durch die Boston&Lowell 1870 führte die Fitchburg Railroad den Betrieb dieser Bahn. Weiterhin führte sie von 1847 bis 1849 den Betrieb auf der Verlängerungsstrecke von Fitchburg nach Baldwinsville, die durch die Vermont and Massachusetts Railroad (V&M) gebaut worden war. 1874 leaste die FR die V&M, die inzwischen bis Greenfield (Massachusetts) führte und einen Abzweig nach Turner’s Falls (Massachusetts) besaß.

Ostportal des Hoosac-Tunnels um 1908

Daneben erwarb die FR weitere Zweigstrecken:
- 1851 die Waltham and Watertown Branch Railroad
- 1860 die Peterborough and Shirley Railroad (bereits ab 1847 gepachtet)
- 1863 die Marlborough and Feltonville Branch Railroad (bereits ab 1853 gepachtet)
- 1885 die Ashburnham Railroad sowie die Boston, Barre and Gardner Railroad
- 1887 die Troy and Boston Railroad incl. von dieser gepachtete Bahnen, die Boston, Hoosac Tunnel and Western Railway sowie die Troy, Saratoga and Northern Railroad, damit auch den Hoosac-Tunnel
- 1890 die Cheshire Railroad
- 1892 die Monadnock Railroad (seit 1880 durch die Cheshire RR gepachtet)
- 1895 die Brookline and Milford Railroad

Am 1. Juli 1900 leaste die Boston and Maine Railroad die FR und gliederte sie als Fitchburg Division in ihr Netz ein. Die endgültige Fusion erfolgte am 1. Dezember 1919 rückwirkend zum 1. Januar desselben Jahres.
Viele der Zweigstrecken sind mittlerweile stillgelegt, die Hauptstrecke von Boston über Fitchburg in den Bundesstaat New York wird heute von der Pan Am Southern betrieben.

## Streckennetz
Vor dem 1. Juli 1900, als die Betriebsführung auf die Boston&Maine überging, betrieb die Fitchburg folgende Strecken:
| Strecke                         | eröffnet  | Betriebsführung/Konzession übernommen von                                            | Betrieb durch Fitchburg RR seit |
| ------------------------------- | --------- | ------------------------------------------------------------------------------------ | ------------------------------- |
| Boston–Fitchburg                | 1839–1848 | Charlestown Branch Railroad                                                          | 1. Mai 1844                     |
| Peterboro&Shirley Branch        | 1848–1850 | Peterborough and Shirley Railroad                                                    | 1. Januar 1848                  |
| Watertown Loop                  | 1849–1851 | Watertown Branch Railroad, Waltham and Watertown Branch Railroad                     | 1849                            |
| Marlboro Branch                 | 1850–1855 | Lancaster and Sterling Railroad, Marlborough and Feltonville Branch Railroad         | Juli 1850                       |
| Greenfield–Troy                 | 1852–1875 | Troy and Boston Railroad                                                             | 1. Januar 1868                  |
| White Creek–Hoosick Junction    | 1852      | Troy and Boston Railroad                                                             | 1. Januar 1868                  |
| Fitchburg–Greenfield            | 1847–1850 | Vermont and Massachusetts Railroad                                                   | 1. Januar 1874                  |
| Turners Falls Branch            | 1868      | Vermont and Massachusetts Railroad                                                   | 1. Januar 1874                  |
| Worcester Branch                | 1871–1874 | Boston, Barre and Gardner Railroad                                                   | 7. März 1885                    |
| Ashburnham Branch               | 1874      | Ashburnham Railroad                                                                  | 22. April 1885                  |
| Cheshire Branch                 | 1847–1849 | Cheshire Railroad                                                                    | 1. Oktober 1890                 |
| Monadnock Branch                | 1870–1871 | Cheshire Railroad                                                                    | 1. Oktober 1890                 |
| Brookline Branch                | 1892–1895 | Brookline Railroad, Brookline and Pepperell Railroad, Brookline and Milford Railroad | 7. September 1892               |
| North Pownal–Rotterdam Junction | 1879      | Boston, Hoosac Tunnel and Western Railway                                            | 1. Oktober 1892                 |
| Saratoga Springs Branch         | 1882      | Boston, Hoosac Tunnel and Western Railway                                            | 1. Oktober 1892                 |
| Schuylerville Branch            | 1882      | Boston, Hoosac Tunnel and Western Railway                                            | 1. Oktober 1892                 |

Die Bahnstrecke Somerville–Harvard Square, die ebenfalls die Fitchburg betrieben hatte, war 1849 eröffnet und 1855 stillgelegt worden. Die Bahngesellschaft führte außerdem vom 1. September 1846 bis zum 31. August 1857 den Betrieb auf der Bahnstrecke West Cambridge–Lexington, übergab die Betriebsführung dann jedoch auf den Eigentümer der Strecke, die Lexington and West Cambridge Railroad. Von September 1847 bis zum 31. Dezember 1848 führte sie den Betrieb auf der Bahnstrecke Fitchburg–Athol der Vermont and Massachusetts Railroad, ehe auch diese Gesellschaft ihre Strecke in eigener Regie betrieb. Die Fitchburg übernahm diese Strecke jedoch zum 1. Januar 1874 erneut (siehe Tabelle). Ebenfalls am 1. Januar 1874 hatte die Fitchburg auch die Betriebsführung auf der Bahnstrecke Millers Falls–Brattleboro (Brattleboro Branch) von der Vermont&Massachusetts übernommen, verkaufte diese Strecke jedoch am 1. Mai 1880 an die New London Northern Railroad.